# Comté de Labette
Le comté de Labette est l’un des 105 comtés de l’État du Kansas, aux États-Unis. Il a été fondé le 26 février 1867.
Son siège est Oswego et sa plus grande ville est Parsons.

## Démographie

Pyramide des âges en 2000.

## Géolocalisation
|                            | Comté de Neosho  | Comté de Crawford |
| Comté de Montgomery        | Comté de Labette | Comté de Cherokee |
| Comté de Nowata (Oklahoma) | Comté de Craig   |                   |